# Batman Returns (videojoc)
Batman Returns és un videojoc llançat en diverses plataformes basat en la pel·lícula de nom homònim. Les versions per a la consola Sega Mega Drive, Sega Mega-CD, Master System i Game Gear) van ser publicades per Sega mentre que en la NES i Super Nintendo les versions van ser desenvolupades i publicades per Konami. La versió per a PC fou publicada també per Konami i desenvolupada per Spirit of Discovery. La versió Amiga va ser desenvolupada per Denton Designs, però el distribuïdor és el mateix per a les versions NES, Super Nintendo i PC. A més existeix una versió per a l'Atari Lynx, publicat per la mateixa Atari.

## Versió de Super Nintendo
La versió per a la Super Nintendo, presumiblement la més popular, fou publicada en 1993. Fonamentalment es tracta d'un joc beat-em-up de direcció única esquerra-dreta, gènere que estava assentat en la consola en aquells temps. El mode de joc i els gràfics eren en la seua base molt semblants als jocs de la saga Final Fight.
El joc transcorre en diversos escenaris que apareixen en el film. Diversos membres del Red Triangle Circus Gang ataquen a Batman durant el joc. Batman té una sèrie d'armes i ginys a la seua disposició, incloent el batarang. Cada nivell acaba amb un cap final, on cal un esforç major i una estratègia per a destruir-lo. Uns nivells del joc estan en plataforma 2-D en oposició als pseudo 3-D on el moviment dalt-baix està permès. El cinquè nivell consisteixen a conduir el Batmovil en una pantalla de persecució on Batman ha de perseguir als motoristes i una furgoneta armada. Per a vèncer-los, el Batmobil disposa d'una metralladora.
Les crítiques al joc van ser majoritàriament positives, si bé alguns van ressaltar la seua falta d'originalitat, a pesar de l'alta qualitat del seu mode de joc i de posseir un nivell de dificultat equilibrat, en general fou millor rebut que la pel·lícula en la qual es basava, que va tenir crítiques oposades.
Va haver consens en les alabances en els seus gràfics, so, i la seua jugabilitat com també en la seua ambientació (amb una música adaptada de l'obra de Danny Elfman per al film), que van dur a la consola a la seua màxima capacitat.
Batman Returns fou premiat pel joc amb la millor llicència de 1992 per l'Electronic Gaming Monthly.

## Versió NES
La versió NES del joc també consisteix en un beat'em up, però més proper a l'estil de Double Dragon. El jugador únicament posseeix una barra de salut (la qual pot engrandir-se amb paquets de salut). Implementa un sistema de guardar-contrasenya. Hi ha dos nivells en el joc amb forma de scroll on el jugador controla el Batmovil i el Batskitboat.